# Oxyde d'éthylène
L'oxyde d'éthylène, ou 1,2-époxyéthane, oxyde de diméthylène, oxacyclopropane ou encore oxirane est un composé organique, le plus simple de la classe des époxydes. C'est un éther cyclique toxique pour les organismes vivants. Il est important pour l'industrie chimique, entre autres dans la production d'éthylène glycol, ainsi que dans les industries pharmaceutique et agroalimentaire.

## Histoire
L'oxyde d'éthylène est synthétisé pour la première fois par Charles Adolphe Wurtz en 1859, en faisant réagir du 2-Chloroéthanol avec une base.
Il prend vraiment une importance aux yeux des industriels durant la Première Guerre mondiale, où il sert à fabriquer l'éthylène glycol (en tant que réfrigérant) et une arme chimique : le gaz moutarde ou Ypérite.
En 1931, Théodore Lefort découvre une autre méthode de synthèse, directement à partir d'éthylène et de dioxygène réagissant grâce à un catalyseur à base d'argent. Depuis les années 1940, c'est cette méthode qui sert à produire quasiment tout l'oxyde d'éthylène industriel.

## Utilisation

### Stérilisation
La stérilisation des épices par l'oxyde d'éthylène est brevetée en 1938 par l'américain Lloyd Hall[réf. souhaitée] et encore employée de nos jours.[Où ?] 
L'oxyde d'éthylène gazeux est utilisé comme biocide (bactéricide tuant les bactéries et leurs endospores, contrairement à de nombreux autres produits), comme fongicide (tuant les moisissures et les champignons).
L’emploi de l'oxyde d'éthylène pour désinfecter des denrées alimentaires ou des surfaces au contact d’aliments est interdit en Europe.
On l'utilise aussi dans la stérilisation du matériel médical tel que les bandages, les sutures, les implants, etc.
En France, une campagne d'inspections (2002 à 2004) de l'Afssaps a évalué des sous-traitants de stérilisation (dix prestataires) de dispositifs médicaux à l’oxyde d’éthylène. Ils étaient prestataires pour le compte de fabricants (responsables de la mise sur le marché de ces produits) ou d’établissements de santé (trois prestataires). L'évaluation a aussi porté sur des fabricants réalisant cette opération pour leur propre compte (huit sociétés). L'évaluation a été faite au regard de la norme harmonisée NF EN 550 « Stérilisation de dispositifs médicaux / validation et contrôle de routine pour la stérilisation à l’oxyde d’éthylène » qui doit garantir que les dispositifs médicaux concernés sont bien conformes aux exigences du Code de la santé publique). À la suite de cette campagne qui a conduit l'agence à formuler « onze demandes de mise en conformité — charges de stérilisation hétérogènes — dont deux décisions de police sanitaire (dont une avec suites pénales) », l'Afssaps a cherché à donner aux métiers de la santé des « précisions sur l'évolution de la réglementation » et a dès 2004 rappelé « les exigences réglementaires et normatives du procédé de stérilisation à l’oxyde d’éthylène aux prestataires de stérilisation, aux organismes professionnels concernés et aux organismes notifiés ».

### Autres usages
L'oxyde d'éthylène a été aussi largement utilisé dans la désinfection des documents de bibliothèques et d'archives, en raison de ses propriétés fongicides. Cette méthode a été rapidement règlementée en raison de la toxicité du produit.
Il est utilisé pour stériliser des substances que des techniques reposant sur la chaleur, comme la pasteurisation, pourraient endommager.

### Dans l'industrie de la chimie
La majeure partie de l'oxyde d'éthylène industriel est utilisée comme intermédiaire dans la fabrication d'autres produits chimiques, comme l'éthylène glycol employé en tant que réfrigérant et antigel dans les automobiles, ou pour produire des polyéthers.
L'oxyde d'éthylène lui-même peut polymériser et former le polyéther polyéthylène glycol (ou oxyde de polyéthylène).
L'oxyde d'éthylène est aussi important dans l'industrie des détergents, dans un procédé appelé éthoxylation.
Un des types de dérivés de l'oxyde d'éthylène qui a le plus intéressé les chimistes sont les éthers en couronne, qui sont des oligomères cycliques de l'oxyde d'éthylène, possédant la propriété de former des composés ioniques dans des solvants non polaires. Cependant, leur prix prohibitif les a confinés au laboratoire.

## Toxicité
L'oxyde d'éthylène sous forme gazeuse est toxique, et des surexpositions peuvent causer des maux de tête, s'intensifiant au fur et à mesure de l'exposition, pouvant même mener à des convulsions voire au coma. C'est aussi un produit irritant pour la peau et les poumons, et son inhalation peut conduire à une inondation de ces derniers plusieurs heures après. L'exposition répétée augmente également le risque de cataracte.
Chez les animaux, l'oxyde d'éthylène peut provoquer de nombreux effets sur la reproduction, tels que des mutations ou des fausses couches.
Chez l'humain, des études épidémiologiques ont montré des excès de cancers lymphocytaires et de l'estomac chez des populations exposées à l'oxyde d'éthylène. Par ailleurs, des anomalies génétiques portant sur la fréquence des échanges entre chromatide-sœurs et sur des aberrations chromosomiques ont été observées.
L'oxyde d'éthylène est classé cancérogène catégorie 1B, mutagène catégorie M1B selon la classification CLP de l'Union européenne et cancérogène catégorie 1 par le Centre International de Recherche sur le Cancer.

### Effet sur les microorganismes
L'exposition à l'oxyde d'éthylène gazeux provoque l'alkylation des microorganismes au niveau nucléaire. L'effet désinfectant de l'oxyde d'éthylène est similaire à celui de la stérilisation par la chaleur, mais en raison de sa pénétration limitée, il n'affecte que la surface. La stérilisation à l'oxyde d'éthylène peut prendre jusqu'à douze heures en raison de son action lente sur les micro-organismes et de la longueur du traitement et du temps d'aération.

### Effets sur l'humain et les animaux
L'oxyde d'éthylène est un agent alkylant ; il a des effets irritants, sensibilisants et narcotiques. L'exposition chronique à l'oxyde d'éthylène est également mutagène. Le Centre international de recherche sur le cancer classe l'oxyde d'éthylène dans le groupe 1, ce qui signifie qu'il est un cancérigène prouvé,. L'oxyde d'éthylène est classé comme cancérigène de classe 2 par la commission allemande MAK et comme cancérigène de classe A2 par l'ACGIH. Une étude de 2003 portant sur 7 576 femmes exposées pendant leur travail dans des installations de stérilisation commerciales aux États-Unis suggère que l'oxyde d'éthylène est associé à l'incidence du cancer du sein. Une étude de suivi de 2004 analysant 18 235 travailleurs et travailleuses exposés à l'oxyde d'éthylène de 1987 à 1998 a conclu « qu'il y avait peu de preuves d'une surmortalité par cancer pour la cohorte dans son ensemble, à l'exception du cancer des os basé sur de petits nombres. Les tendances positives de la réponse à l'exposition pour les tumeurs lymphoïdes n'ont été constatées que pour les hommes. Les raisons de la spécificité sexuelle de cet effet ne sont pas connues. On a également trouvé des preuves d'une exposition-réponse positive pour la mortalité due au cancer du sein ». Une incidence accrue de tumeurs cérébrales et de leucémie à cellules mononucléaires a été constatée chez des rats qui avaient inhalé de l'oxyde d'éthylène à des concentrations de 10, 33 ou 100 ml/m3 sur une période de deux ans. Une incidence accrue de mésothéliomes péritonéaux a également été observée chez les animaux exposés à des concentrations de 33 et 100 ml/m3. Les résultats des études épidémiologiques humaines sur les travailleurs exposés à l'oxyde d'éthylène diffèrent. Les études sur l'homme et l'animal montrent que l'exposition par inhalation à l'oxyde d'éthylène peut entraîner un large éventail d'effets cancérogènes. Les preuves humaines les plus solides reliant l'exposition à l'oxyde d'éthylène aux cancers lymphoïdes et du sein. Cependant, une méta-analyse de 2019 conclut que les études les plus récentes ne soutiennent pas la conclusion selon laquelle l'exposition à l'oxyde d'éthylène est associée à un risque accru de lymphome ou de cancer du sein.
L'oxyde d'éthylène est toxique par inhalation, avec une limite d'exposition admissible US OSHA calculée comme une MPT (moyenne pondérée dans le temps) sur huit heures est de 1 ppm, et une limite d'exposition à court terme (limite d'excursion) calculée comme une MPT sur 15 min de 5 ppm. À des concentrations dans l'air d'environ 200 ppm, l'oxyde d'éthylène irrite les membranes muqueuses du nez et de la gorge ; des teneurs plus élevées provoquent des dommages à la trachée et aux bronches, progressant jusqu'à l'effondrement partiel des poumons. Des concentrations élevées peuvent provoquer un œdème pulmonaire et endommager le système cardiovasculaire ; l'effet nuisible de l'oxyde d'éthylène ne peut se produire qu'après 72 heures après l'exposition. La teneur maximale en oxyde d'éthylène dans l'air selon les normes américaines (ACGIH) est de 1,8 mg/m3. Le NIOSH a déterminé que le niveau de danger immédiat pour la vie et la santé (IDLH) est de 800 ppm.
Comme le seuil d'odeur de l'oxyde d'éthylène varie entre 250 et 700 ppm, le gaz est déjà à des concentrations toxiques lorsqu'il peut être senti. Même dans ce cas, l'odeur de l'oxyde d'éthylène est douce, aromatique et peut facilement être confondue avec l'arôme agréable de l'éther diéthylique, un solvant de laboratoire courant de très faible toxicité. Pour ces raisons, le contrôle électrochimique continu des concentrations est une pratique courante, et il est interdit d'utiliser l'oxyde d'éthylène pour fumiger l'intérieur des bâtiments dans l'UE et dans certaines autres juridictions.
L'oxyde d'éthylène provoque une intoxication aigüe, accompagnée de divers symptômes. Les effets sur le système nerveux central sont fréquemment associés à l'exposition humaine à l'oxyde d'éthylène en milieu professionnel. Des maux de tête, des nausées et des vomissements ont été signalés. Des neuropathies périphériques, des troubles de la coordination œil-main et des pertes de mémoire ont été signalés dans des études de cas plus récentes de travailleurs exposés de façon chronique à des niveaux d'exposition moyens estimés aussi bas que 3 ppm (avec des pics possibles à court terme atteignant 700 ppm). Le métabolisme de l'oxyde d'éthylène n'est pas complètement connu. Les données provenant d'études sur les animaux indiquent deux voies possibles pour le métabolisme de l'oxyde d'éthylène : l'hydrolyse en éthylène glycol et la conjugaison du glutathion pour former de l'acide mercapturique et des métabolites méththio.
L'oxyde d'éthylène pénètre facilement à travers les vêtements et les chaussures ordinaires, provoquant une irritation de la peau et une dermatite avec formation de cloques, de fièvre et de leucocytose.

### Génotoxicité
L’oxyde d’éthylène est mutagène in vitro et in vivo. L'oxyde d'éthylène est un agent alkylant très réactif qui peut réagir avec les protéines et les acides nucléiques. In vivo, l'’oxyde d’éthylène est génotoxique pour les cellules somatiques et germinales.
Une étude de 2017 a observé que la fréquence des mutations induites par l'oxyde d'éthylène chez des souris n'étaient constatées qu'après huit et douze semaines d'exposition et seulement à partir de 200 ppm. Ces données semblent indiquer un effet mutagène non classique dont les mécanismes restent non élucidés.
Une autre étude de 2020 a trouvé que l'oxyde d'éthylène induit des mutations génétiques, des mutations chromosomiques et des aberrations chromosomiques dans les cellules somatiques et germinales d'animaux de laboratoire à la suite d'une exposition par inhalation mais tempère en ce que l'oxyde d'éthylène est un génotoxique relativement faible, « tant en ce qui concerne l'ampleur de la réponse observée que les doses et les durées d'exposition nécessaires pour provoquer une réponse significative ».

## Règlementation
La limite dans l'alimentation est fixée à 7 mg/kg aux États-Unis. En Europe, la limite est de 0,1 mg/kg pour les épices et 0,05 mg/kg pour les graines.  La norme ISO 10993-7:2008 définit les limites admissibles pour les résidus d'oxyde d'éthylène.

### Scandales sanitaires
Un scandale sanitaire a été lié à la toxicité de ce produit en France dans les années 2000, mais des dépassements de normes se sont reproduits en 2020 sur des produits importés.
Le caractère génotoxique de ce produit détecté dès 1968 par une étude suédoise conduite par les professeurs Hogstedt et Ehrenberg est officiellement reconnu plus de 20 ans après, en 1994, si bien qu'en France, dans le Journal Officiel du 10 janvier 1980, le ministre de la Santé Jacques Barrot recommandait déjà de réserver l’usage de l’oxyde d’éthylène à des cas extrêmes, « si aucun autre moyen de stérilisation approprié n’existe ».

#### Tétines et biberons
Sa large utilisation s'est néanmoins poursuivie, en particulier pour la stérilisation de biberons, de tétines et de téterelles chez les industriels fournissant les hôpitaux et maternités, alors qu'il était déjà théoriquement interdit pour les produits en contact avec des aliments. De plus, en France, un arrêté de 1992 était consacré aux tétines en caoutchouc ou silicone de manière à préciser le décret no 92-631 du 8 juillet 1992 relatif aux matériaux et objets destinés à entrer au contact des denrées, produits et boissons destinés à l'alimentation de l'homme ou des animaux. Deux ans plus tard, un autre arrêté de 1994 imposait « aux matériaux au contact des denrées alimentaires » (MCDA) qu'ils n'altèrent pas « les qualités organoleptiques des denrées, produits et boissons alimentaires placés à leur contact » et que le « traitement désinfectant » fasse partie d'une liste de produits « autorisés » (dont l'oxyde d'éthylène ne faisait pas partie).
Un grand nombre de tétines étaient concernées par ce problème : pour l'année 2010 à titre d'exemple, Philippe Jacquin, directeur du développement du groupe français Cair, qui stérilisait alors ces produits à l’oxyde d’éthylène, a dit avoir vendu en France 4 millions de tétines et 300 000 téterelles. La centrale d’achats de l’Assistance Publique-Hôpitaux de Paris (AP-HP) avait cette même année estimé qu'elle aurait besoin de 2 163 800 tétines ou biberons stériles à usage unique, 45 500 téterelles (embouts en plastique facilitant l’allaitement) et 11 600 tétines ou sucettes pour prématurés à destination notamment des grandes maternités de Robert-Debré, Necker-Enfants malades et de la Pitié-Salpêtrière. Ces tétines ont été fournies (via une réponse à un appel d'offres) par deux sociétés Beldico (belge) et le groupe Cair (français) qui tous deux les stérilisaient à l'oxyde d'éthylène.
C'est une Française, Suzanne de Bégon, en procès avec son employeur à la suite de la revente de son brevet pour biberons n'ayant pas besoin d'être stérilisé, qui a été la lanceuse d’alerte et qui a dénoncé dès 2010 la présence résiduelle de ce produit (0,098 à 4,9 ppm selon elle, d'après des analyses faites lors des années 2000 à 2009) dans les tétines utilisées cinq à huit fois par jour par la plupart des mères. Son message a ensuite été repris par le toxicochimiste André Picot,. Il a fallu environ dix ans pour que le ministère de la Santé et la DGCCRF précisent clairement que cet usage est interdit.

#### Contamination de graines de sésame en 2020

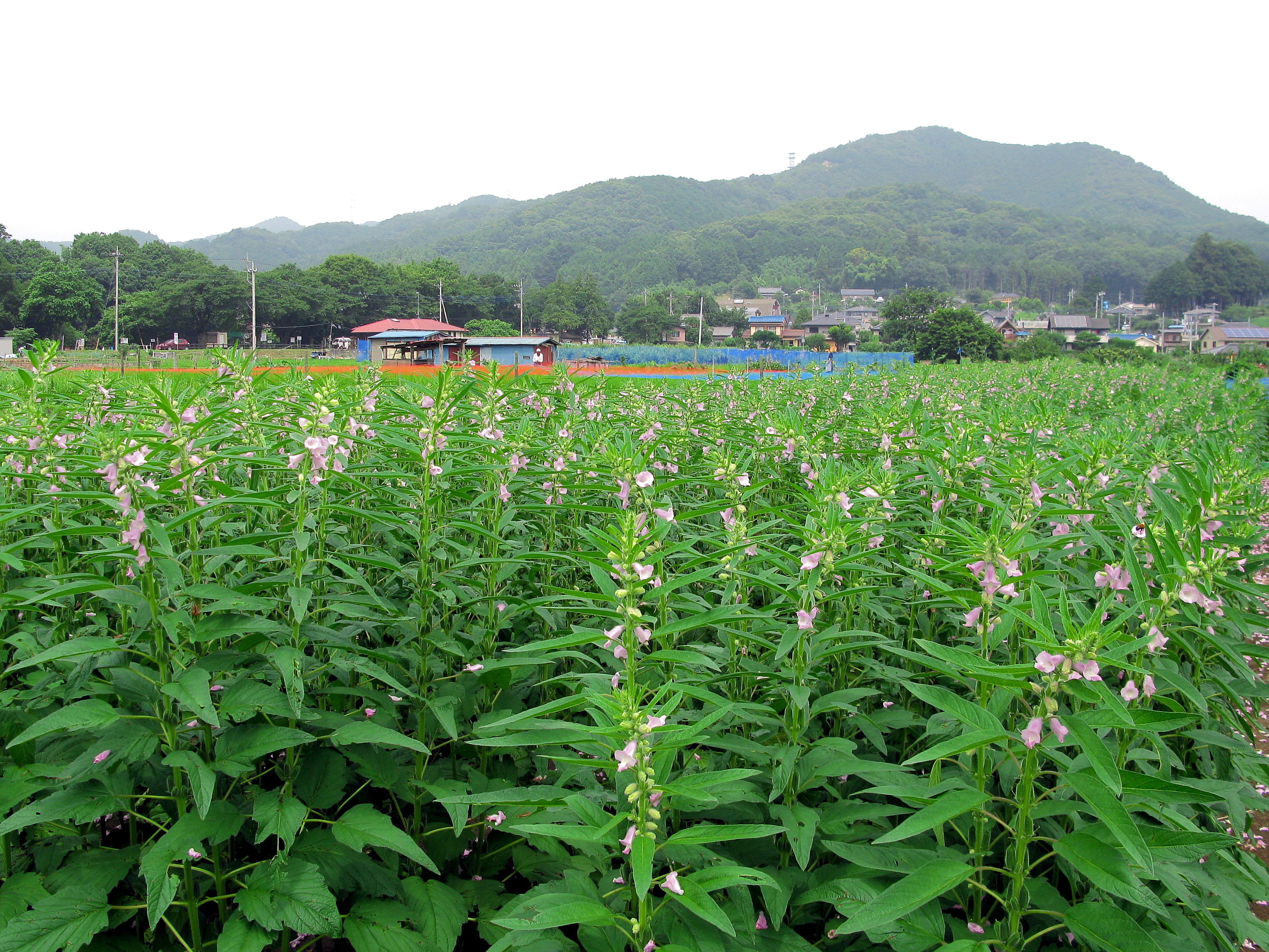
Un champ de sésame.

En septembre 2020, en Europe, des concentrations jusqu'à 186 mg/kg soit 3 500 fois plus élevées que la limite maximale de résidus de 0,05 mg/kg sont détectées après mise sur le marché dans des lots de 268 453 kg de graines de sésame importés d'Inde,.
L'alerte a été lancée par la Belgique et relayée par le Rapid Alert System for Food and Feed (RASFF). Elle concerne plus de trois cents produits notamment commercialisés par Intermarché, la Vie Claire et Carrefour mais aussi par Casino, Leclerc, Metro, Auchan, Système U, Monoprix, Lidl, La Maison du chocolat, pourdebon.com, Leader Price, Picard, Biocoop, Franprix, Probios, Promocash, Aldi, Thiriet, Local en Bocal, Toupargel, Pomona, Maximo, Carte nocturne, Jardin bio, Kambio, Netto, Colruyt, Aveve, Gutness BV, Bio Braine Distribution, Céréal, Albert Heijn, DV Foods, Hygiena NV, Bio Planet, Jumbo, Varesa, Couleur Nature et Cora.

##### Contamination probable d'autres produits
Des contrôles réalisés par la Direction générale de la Concurrence, de la Consommation et de la Répression des fraudes (DGCCRF) révèlent que d'autres produits (psyllium, épices…) pourraient être contaminés. Finalement, ce sont plus de 7 000 produits qui sont concernés,.
Le 30 juin 2021, à la suite des contrôles de la DGCCRF, le site du Ministère de l'économie met en ligne une liste de 6 257 lots de produits contaminés qui doivent être retirés du marché mais suspend quelques jours plus tard le rappel des glaces ayant comme additif de la gomme de caroube (ou E410) contaminée car le produit fini ne contiendrait que des doses minimes voire indétectables d'oxyde d'éthylène. C'est finalement la Commission européenne qui tranche et impose aux industriels le retrait de toutes les marchandises concernées, y compris les glaces,.

## Production
L'oxyde d'éthylène est produit industriellement grâce à un mélange de dioxygène et d'éthylène qui réagissent entre 200 °C et 300 °C sur un catalyseur d'argent, selon l'équation chimique :
CH2=CH2 + ½ O2 → C2H4O
Le rendement atteint généralement 70-80 %, les pertes étant dues à la combustion de l'éthylène produisant du dioxyde de carbone. Plusieurs méthodes pour produire de l'oxyde d'éthylène plus sélectivement ont été proposées, mais aucune n'a encore atteint un stade industriel.

### Demande mondiale
La demande mondiale d'oxyde d'éthylène est passée de 16,6 Mt en 2004 à 20 Mt en 2009, tandis que la demande d'oxyde d'éthylène raffiné est passée de 4,64 Mt en 2004 à 5,6 Mt en 2008. En 2009, on estime que la demande a baissé à environ 5,2 Mt. La demande totale d'oxyde d'éthylène a enregistré un taux de croissance de 5,6 % par an au cours de la période 2005-2009 et devrait augmenter de 5,7 % par an entre 2009 et 2013.

## Vidéographie
- « Le scandale du sésame contaminé à l'oxyde d'éthylène. ABE-RTS », 31 mars 2021 (consulté le 15 avril 2021)